# نيكولاس هويدونككس
نيكولاس ه. هويدونكس (29 ديسمبر 1900 – 4 فبراير 1985) لاعب كرة قدم بلجيكي راحل كان يجيد اللعب في خط الدفاع .
لعب خلال مسيرته الرياضية في أندية بيرتشيم، رويال إكسيلسيور هاسيلت، وتيليور . لعب لصالح منتخب بلجيكا 36 مباراة دولية في الفترة من 1928 إلى 1933 . كما تم استدعائه للمشاركة في بطولة كأس العالم 1930 .

## روابط خارجية
- نيكولاس هويدونككس على موقع الاتحاد الدولي (مؤرشف)  (الإنجليزية)
- نيكولاس هويدونككس على موقع الاتحاد البلجيكي (الإنجليزية)
- نيكولاس هويدونككس على موقع قاعدة بيانات كرة القدم.إي يو (الإنجليزية)
- نيكولاس هويدونككس على موقع ناشيونال فوتبول تيمز (الإنجليزية)
- نيكولاس هويدونككس على موقع Soccerway.com (الإنجليزية)
- نيكولاس هويدونككس على موقع عالم كرة القدم.نت (الإنجليزية)
- نيكولاس هويدونككس على موقع أوليمبيديا (الإنجليزية)